# Mark Guiliana
Mark Guiliana (Florham Park, 2 settembre 1980) è un batterista, compositore e produttore discografico statunitense.
È conosciuto per aver suonato con Avishai Cohen, Brad Mehldau, David Bowie, Meshell Ndegeocello, Jovanotti, Gretchen Parlato, Jason Lindner, Lionel Loueke, Dhafer Youssef, Tigran Hamasyan, Matisyahu, nel trio pianistico Phronesis e negli Heernt.

## Biografia
Mark Guiliana è un batterista, compositore, insegnante, produttore e fondatore della Beat Music Productions. Con quest'ultima ha realizzato gli album come leader My Life Starts Now e Beat Music: The Los Angeles Improvisations.
Il suo approccio concettuale allo strumento della batteria è pienamente espresso nel progetto Mehliana, duo elettronico con Brad Mehldau alle tastiere e ai sintetizzatori. L'album di debutto, Taming the Dragon (Nonesuch), è uscito il 25 Febbraio 2014.
Guiliana ha suonato live con molti importanti artisti del panorama internazionale come Meshell Ndegeocello, Gretchen Parlato, Avishai Cohen, Matisyahu, Lionel Loueke, Dhafer Youssef, e con i suoi gruppi, Beat Music e Heernt. Inoltre ha collaborato in studio alla realizzazione di svariati album di numerosi musicisti. Ad oggi, è apparso in oltre 30 registrazioni. Ha collaborato anche con Lorenzo Jovanotti, registrando alcune tracce del suo album Lorenzo 2015 CC.. Nel 2015 partecipa alla registrazione del nuovo album di David Bowie, Blackstar, pubblicato nel 2016, improntato sul jazz sperimentale e ultimo album della carriera del cantante inglese.
Guiliana è considerato uno dei migliori batteristi del panorama musicale mondiale. Eletto nel 2014 miglior batterista dell'anno dalla rivista Moden Drummer, possiede uno stile unico e particolare, capace di spaziare attraverso vari generi come jazz, rock, funk, pop, musica elettronica e musica sperimentale. È stato descritto dal New York Times come "un batterista attorno al quale si è formato un vero e proprio culto di ammirazione", mentre il Time Out London ha scritto di lui: "Cosa ottieni quando unisci i maestri della batteria hard bop Elvin Jones e Art Blakley a una Roland 808 drum machine degli anni '80, dividi il risultato per J Dilla e infine lo moltiplichi per il potere di Squarepusher? Risposta: Mark Guiliana."

## Discografia

### Come leader

#### Mark Guiliana
- EP (2010)
- Beat Music (2012)
- My Life Starts Now (2014)
- Beat Music: The Los Angeles Improvisations (2014)
- Family First (2015)

#### Brad Mehldau & Mark Guiliana
- Mehliana (2014)

#### Heernt
- Locked in a Basement (2006)

### Come collaboratore
Con Lionel Loueke
- Heritage (2012)

Lionel Loueke Trio
- Live at Duc Des Lombards (2012)

Con Avishai Cohen
- Lyla (2003)
- At Home (2004)
- Continuo (2006)
- As is...Live at the Blue Note (2007)
- Gently Disturbed (2008)
- Sha'ot Regishot (2008)

Con Dhafer Youssef
- Abu Nawas Rhapsody (2010)

Con Aaron Dugan
- Theory of Everything (2010)

Con Phronesis
- Alive (2010)

 Con Michael Severson 
- Mob of Unruly Angels (2010)

Con Brad Shepik
- Across The Way (2011)

Con Donny McCaslin
- Perpetual Motion (2011)
- Casting for Gravity (2012)
- Fast Future (2015)

Con Daniel Zamir
- Song For Comfort (2012)

 Con Jason Lindner 
- Now VS Now (2009)
- Earth Analog (2013)

Con Gretchen Parlato
- Live in NYC (2013)

Con Chris Morrissey
- North Hero (2013)

Con Dumpster Hunter
- Frustration In Time Travel (2013)

Con Matisyahu
- Akeda (2014)

 Con David Bowie 
- Nothing Has Changed, Sue (Or in a Season of Crime) (2014)
- Blackstar (2016)

Con Lorenzo Jovanotti
- Lorenzo 2015 CC. (2015)

Con Young Astronauts Club
- Montréal (Mark Guiliana Mixes) (2015)